# Piciul (Arkadi și Boris Strugațki)
Piciul (în rusă Малыш) este un roman științifico-fantastic din 1971 scris de Arkadi și Boris Strugațki în 1962. Face parte din Universul Amiază. În limba engleză, romanul a fost tradus ca Space Mowgli ca o referință la personajul principal al cărților Cartea Junglei și A doua carte a junglei ale prozatorului britanic Rudyard Kipling.
A fost tradus de Valerian Stoicescu și a apărut în Almanah Anticipația 1990 din 1989 și a fost republicat ca o carte în 2006 de Editura Paralela 45.

## Prezentare
După ce amenințarea unei catastrofe globale a apărut pe planeta Panta, pământenii decid să-i reinstaleze pe locuitori pe o altă planetă. În acest scop, este aleasă planeta Arca, considerată nelocuită. Operațiunea Arca (anul 2160 AD) este condusă de Mihail Sidorov (Atos), iar unul dintre grupuri este condus de prietenul său Ghenadie Komov.

## Cuprins
- Cap. I - Pustiu și liniște
- Cap. II - Liniște și voci
- Cap. III - Voci și fantome
- Cap. IV - Fantome și oameni
- Cap. V - Oameni și neoameni
- Cap. VI - Neoameni și întrebări
- Cap. VII - Întrebări și îndoieli
- Cap. VIII - Îndoieli și rezolvări
- Încheiere

## Ecranizări
- O adaptare parțială în episodul al treilea al emisiunii This Fantastical World (1980).
- Kid, film de televiziune, adaptare cinematografică a Central Children’s Theatre (1987).
- Unplanned Meetings,[6] film produs de Česká televize (1995). Echipajul unei nave spațiale care conduce colonizarea unei planete intră în contact cu singurul ei locuitor - un băiat umanoid care arată remarcabil de uman.